# Sa Riera
Sa Riera est un village de pêcheurs et un écart de la commune de Begur, en Catalogne, ainsi qu'une station balnéaire située à environ 3 kilomètres au nord de l'agglomération principale. Elle correspond à une entité de population de 129 habitants (recensement de 2011).
Les habitations sont réparties autour de sa plage de gros sable située au fond d'une crique d'environ 350 mètres de large. Le nom de « Sa Riera », est celui d'un torrent qui divise la plage en deux. En été, le lieu est très prisé des touristes.

## Services
La localité dispose de restaurants et d'appartements pour touristes. Elle propose aussi de nombreuses activités sportives grâce notamment à son club nautique. Elle a aussi été récompensée par l'écolabel pavillon bleu.